# Chondrilla mujunkumensis
Chondrilla mujunkumensis là một loài thực vật có hoa trong họ Cúc. Loài này được Iljin & Igolkin mô tả khoa học đầu tiên năm 1935.